# ONE Friday Fights 15
ONE Friday Fights 15: Nakrob vs. Ploywitthaya (también conocido como ONE Lumpinee 15) fue un evento de deportes de combate producido por ONE Championship llevado a cabo el 5 de mayo de 2023, en el Lumpinee Boxing Stadium en Bangkok, Tailandia.

## Historia
El evento fue encabezado por una pelea de muay thai de peso pactado entre Nakrob Fairtex y Ploywitthaya Chor Wimolsin.

## Bonificaciones
Los siguientes peleadores recibieron bonos de ฿350.000.
- Actuación de la Noche: Chokdee Maxjandee, Jaising Sitnayokpunsak y Fabio Reis